# Biwia zezera
Biwia zezera és una espècie de peix de la família dels ciprínids i de l'ordre dels cipriniformes. Els adults poden assolir fins a 6 cm de longitud total.
És un peix d'aigua dolça i de clima temperat. Es troba a Àsia: el Japó.